# All Saints United
All Saints United – antiguański klub piłkarski założony w 1996, grający w drugiej lidze antiguańskiej. Powstał w wyniku fuzji dwóch klub z All Saints - West End Rovers i Attackers. Po rozpoczęciu działalności przez kilka lat grał w drugiej lidze antiguańskiej. Dopiero w sezonie 2006/2007 uzyskali awans. Od tego momentu nieprzerwanie do sezonu 2013/2014 grali w ekstraklasie Antigui. W sezonie 2011/2012 zostali wicemistrzami kraju, a w sezonie 2013/2014 spadli do drugiej ligi. Drużyna rozgrywa swoje mecze na stadionie Antigua Recreation Ground o pojemności 9000 widzów.